# 松原脩雄
松原 脩雄（まつばら しゅうお、1945年4月23日 - ）は、日本の政治家。弁護士（奈良弁護士会所属 登録番号35054）。元衆議院議員（1期）。

## 来歴
疎開先の香川県に生まれる。1964年（昭和39年）、大阪府立大手前高等学校卒業後、現役で、東京大学法学部入学。全共闘運動に参加し、東大全共闘のメンバーとして、安田講堂にも立てこもった。安田講堂攻防戦で凶器準備集合罪などで逮捕、起訴された。1971年（昭和46年）、大学卒業。同年、司法試験に合格。安田講堂攻防戦の判決が、確定するまで弁護士登録ができず、国会議員秘書などを務める。
司法修習33期を経て、1981年（昭和56年）、弁護士登録。新人でありながら同期の弁護士と奈良総合法律事務所を設立。
土井たか子社会党委員長に請われ、川本敏美の後継として、1990年（平成2年）の第39回衆議院議員総選挙に奈良全県区（定数5）で、日本社会党から出馬し、初当選（1位）。
当選後、社会党の一年生議員を中心に「ニューウェーブの会」を設立。伊東秀子（元日本社会党衆議院議員）と仙谷由人（元民主党衆議院議員・元内閣官房長官）を共同代表に据え、筒井信隆（元民主党衆議院議員、元農林水産副大臣）と事務局長を務める。参加者は、秋葉忠利（元広島市長）、池田元久（元民主党衆議院議員、元経済産業副大臣）、 岡崎トミ子（元民主党参議院議員、元国家公安委員会委員長）、鉢呂吉雄（元立憲民主党参議院議員、元経済産業大臣）、細川律夫（元民主党衆議院議員、元厚生労働大臣）、松本龍（元民主党衆議院議員、元内閣府特命担当大臣（防災担当））など。
1992年（平成4年）、江田五月が設立した政策研究会「シリウス」に参加。1993年（平成5年）7月、第40回衆議院議員総選挙で、落選（8人中7位）。
1993年9月、事務所を独立し、松原脩雄法律事務所を設立。1994年（平成6年）6月29日、村山内閣成立の前日に社会党奈良県本部に離党届を提出。同年12月10日、新進党の結成大会に参加。しかし、新進党に合流した元新生党の前田武志・元公明党の森本晃司がいたため、入党を拒まれる。1995年（平成7年）、奈良県知事選挙に無所属で、出馬するが、落選。
1996年（平成8年）9月、スキルス性胃がんが見つかり、半分を切除した。2001年（平成13年）10月、突然、原因不明の高血圧症を発症し、錯乱状態に陥り入院。回復するが、極度のうつ病にかかり、同年11月、病気療養のため、弁護士活動休止。
2007年（平成19年）、弁護士活動を再開し、飛鳥京法律事務所を設立。2022年（令和4年）5月より奈良総合法律事務所所属となる。

## その他
- 大学の同期（入学者）には、仙谷由人、谷垣禎一（元法務大臣、前自由民主党総裁）。
- 司法修習同期に、簗瀬進（元民主党参議院議員）、北側一雄（公明党衆議院議員）。
- 父親は、旧制小学校出で、「学歴のないやつは損や」と脱サラして運送会社を起業するも、倒産[2]。